# Urbiztondo
Urbiztondo (Bayan ng Urbiztondo) är en kommun i Filippinerna. Kommunen ligger på ön Luzon, och tillhör provinsen Pangasinan. Folkmängden uppgår till 40 089 invånare.

## Barangayer
Urbiztondo delas in i 21 barangayer.
| - Angatel - Balangay - Batangcaoa - Baug - Bayaoas - Bituag - Camambugan - Dalangiring - Duplac - Galarin - Gueteb | - Malaca - Malayo - Malibong - Pasibi East - Pasibi West - Pisuac - Poblacion - Real - Salavante - Sawat |